# Team Jamis
El Team Jamis (código UCI: JAM) fue un equipo ciclista estadounidense de categoría Continental. Al no encontrar un patrocinador el equipo desapareció a finales de la temporada 2016.

## Historia
Creado en 2003 en la tercera división profesional, obtuvo la licencia Continental (nuevo nombre de dicha tercera división) a partir del 2005. El entrenador es el argentino Sebastián Alexandre y el patrocinador principal desde la temporada 2010 ha sido Jamis, un fabricante de bicicletas acompañado por la bodega Sutter-Home, el productor de aceite de oliva Colavita y a partir de 2013 por el bufete de abogados Hagens Berman.
En el año 2016 el equipo cambia de nombre debido a la llegada de nuevos patrocinadores, pero finalmente desaparece como equipo a finales del año.

## Material ciclista
El equipo utilizaba bicicletas Jamis. Anteriormente utilizó bicicletas Van Dessel (su primer año), Felt (2004-2005) y Blue (2006-2007).

## Clasificaciones UCI
La Unión Ciclista Internacional elaboraba el Ranking UCI de clasificación de los ciclistas y equipos profesionales.
A partir de 1999 y hasta 2004 la UCI estableció una clasificación por equipos divididos en tres categorías (primera, segunda y tercera). La clasificación del equipo y de su ciclista más destacado fue la siguiente:
| Año  | Categoría | Clasificación por equipos | Mejor corredor en la clasificación individual | Posición |
| 2003 | Tercera   | -                         | -                                             | -        |
| 2004 | Tercera   | 29º                       | Nathan O'Neill                                | 416º     |

A partir de 2005 la UCI instauró los Circuitos Continentales UCI, donde el equipo está desde que se creó dicha categoría, registrado dentro del UCI America Tour. Estando solamente en las clasificaciones del UCI America Tour Ranking. Las clasificaciones del equipo y de su ciclista más destacado son las siguientes:

### UCI America Tour
| Temporada | Clasificación por equipos | Mejor corredor        | Posición |
| 2005      | 10º                       | Mark McCormack        | 61.º     |
| 2005-2006 | 15º                       | Mark McCormack        | 170º     |
| 2006-2007 | 17º                       | Charles Dionne        | 57.º     |
| 2007-2008 | 18º                       | Lucas Sebastián Haedo | 83.º     |
| 2008-2009 | 9º                        | Lucas Sebastián Haedo | 25º      |
| 2009-2010 | 11º                       | Alejandro Borrajo     | 66.º     |
| 2010-2011 | 9º                        | Luis Romero           | 42.º     |
| 2011-2012 | 21.º                      | Fernando Antogna      | 82.º     |
| 2012-2013 | 4º                        | Janier Acevedo        | 1º       |
| 2013-2014 | 8º                        | Daniel Jaramillo      | 46.º     |
| 2015      | 9º                        | Daniel Jaramillo      | 22º      |

## Palmarés
Para años anteriores, véase Palmarés del Team Jamis

### Palmarés 2016
| Fechas      | Circuito              | Carreras                                | Ganador               |
| 21 de abril | UCI America Tour 2016 | Prólogo del Joe Martin Stage Race (CRI) | Janier Acevedo        |
| 22 de abril | UCI America Tour 2016 | 2.ª etapa del Joe Martin Stage Race     | Lucas Sebastián Haedo |
| 7 de mayo   | UCI America Tour 2016 | 4.ª etapa del Tour de Gila              | Eric Marcotte         |
| 15 de junio | UCI America Tour 2016 | 3.ª etapa de la Vuelta a Colombia       | Lucas Sebastián Haedo |
| 17 de junio | UCI America Tour 2016 | 5.ª etapa de la Vuelta a Colombia       | Lucas Sebastián Haedo |

## Plantilla
Para las plantillas anteriores, véase Plantillas del Team Jamis

### Plantilla 2016
| Nombre                  | Nacimiento | Nacionalidad   | Equipo 2015                                 |
| Janier Acevedo          | 06/12/1985 | Colombia       | Team Cannondale-Garmin                      |
| Luis Romero Amaran      | 07/04/1979 | Cuba           | Jamis-Hagens Berman                         |
| Stephen Bassett         | 27/03/1995 | Estados Unidos | Neoprofesional                              |
| Ruben Companioni Blanco | 18/05/1990 | Cuba           | Jamis-Hagens Berman                         |
| Lucas Sebastián Haedo   | 18/04/1983 | Argentina      | Jamis-Hagens Berman                         |
| Jacob Mark King         | 03/06/1995 | Estados Unidos | Hincapie Sportswear Development Team (2014) |
| Stephen Leece           | 04/11/1991 | Estados Unidos | Jamis-Hagens Berman                         |
| Eric Marcotte           | 08/02/1980 | Estados Unidos | Team SmartStop                              |
| Carson Miller           | 09/01/1989 | Estados Unidos | Jamis-Hagens Berman                         |
| Kyle Murphy             | 05/10/1991 | Estados Unidos | Caja Rural-Seguros RGA (stagiaire)          |
| Brayan Sánchez          | 03/06/1994 | Colombia       | Orgullo Antioqueño                          |
| Eric Schildge           | 29/04/1988 | Estados Unidos | Jamis-Hagens Berman                         |

1. ↑  Desde el 1 de mayo.